# Portrait d'Isabelle d'Este (Rubens)
Le Portrait d'Isabelle d'Este (Isabelle en rouge) est une   peinture à l'huile sur toile (101,8 × 81 cm) de Pierre Paul Rubens, datant de 1600, et conservée au Kunsthistorisches Museum de Vienne. Isabelle d'Este est coiffée d'un balzo.
Le portrait est considéré comme une copie conforme d'un original perdu de Titien.